# Albert Abicht

Albert Abicht

Albert Abicht (* 9. Dezember 1893 in Lemnitz; † 5. Januar 1973 in Nürnberg) war ein deutscher Landwirt und Politiker (ThLB/DNVP, NSDAP).

## Leben und Beruf
Nach dem Volksschulabschluss besuchte Abicht von 1908 bis 1910 die Landwirtschaftsschule in Triptis und ging anschließend einer landwirtschaftlichen Tätigkeit nach. Er leistete Wehrdienst und nahm von 1914 bis zu seiner Kriegsdienstbeschädigung und Entlassung aus dem Heeresdienst im September 1916 als Soldat am Ersten Weltkrieg teil. Seit 1917 arbeitete er als Gemeindekassierer in Leubsdorf. Später kehrte er in seinen erlernten Beruf zurück und pachtete 1928 ein Rittergut in Oberpöllnitz. Seit 1927 war er Vorsitzender der Kreislandwirtschaftskammer in Gera und Mitglied der Thüringischen Hauptlandwirtschaftskammer in Weimar. Daneben bekleidete er verschiedene Funktionen in landwirtschaftlichen Verbänden.

## Partei
Abicht trat in den 1920er-Jahren in den Thüringer Landbund ein. Er war seit Dezember 1931 Mitglied des engeren Vorstandes und wurde am 16. Dezember 1932 zum Ersten Vorsitzenden der Partei gewählt. Zum 1. Mai 1933 wechselte er zur NSDAP über (Mitgliedsnummer 1.408.000). Im Mai 1941 wurde er ausgeschlossen, was im August 1942 wieder aufgehoben wurde.

## Abgeordneter
Abicht war seit 1924 Kreistagsmitglied des Kreises Gera. Bei der Reichstagswahl im Juli 1932 wurde er für die DNVP in den Deutschen Reichstag gewählt, dem er bis November 1933 angehörte. Im Parlament vertrat er den Wahlkreis Thüringen.

## Öffentliche Ämter
Abicht amtierte von 1922 bis 1928 als Bürgermeister der Gemeinde Leubsdorf. Gleichzeitig war er Vorsitzender des Landgemeindeverbandes für den Kreis Gera und Vorstandsmitglied des Thüringischen Landgemeindetages in Weimar.